# Kładka w Smukale
Kładka w Smukale – most nad Brdą w Bydgoszczy, przeznaczony dla ruchu pieszego.

## Lokalizacja
Kładka znajduje się w północno-zachodniej części Bydgoszczy, łącząc osiedla Opławiec i Smukała. Droga wiodąca do przeprawy łączy ulice: Opławiec i Smukalską. Przez kładkę wiodą piesze szlaki turystyczne:
- szlak „Brdy” z Brdyujścia w Bory Tucholskie
- szlak im. Leona Wyczółkowskiego z Osowej Góry do Pruszcza wzdłuż wschodniego brzegu Brdy.
- szlak im. dr Stanisława Meysnera z Myślęcinka do Tryszczyna wzdłuż doliny Brdy.

## Historia
Przeprawa została wybudowana w 1989 roku przez firmę „Rawex” z Bydgoszczy. Pierwszą konstrukcję nośną stanowiły spawane kratownice stalowe, pochodzące ze zdemontowanego masztu energetycznego. Fundamenty wykonano z wbitych w podłoże rur stalowych. W 1992 roku firma „Rawex” dokonała przebudowy kładki, a w 2017 poddano ją remontowi. W 2022 wiodące na kładkę schody zostały zastąpione nasypem.

## Dane techniczne
Konstrukcję nośną stanowią dwa dźwigary stalowe pełnościenne oparte na sześciu podporach, w tym dwóch zlokalizowanych w nurcie rzeki. Rozpiętości przęseł wynoszą: 11,5 m – środkowe, 7,5 m – skrajne. Nawierzchnię i poręcze wykonano z drewna. Podpory wykonano z ramownic stalowych, z których niektóre zabezpieczono izbicami. Kładka jest oświetlona, a w jej ciągu ułożono również wodociąg.
Obiektem dysponuje Zarząd Dróg Miejskich i Komunikacji Publicznej w Bydgoszczy.